# Chaetodon flavocoronatus
El Chaetodon flavocoronatus es una especie de pez mariposa marino, del género Chaetodon. 
Es un pez endémico de las islas Marianas del Norte y Guam, en el océano Pacífico oeste. Descrito por primera vez en 1980, por R.F. Myers. Su nombre común en inglés es Yellow-crowned butterflyfish, o Pez mariposa de corona amarilla, debido a la franja amarilla horizontal que posee, justo encima de la cabeza.

## Morfología
Posee la morfología típica de su familia, cuerpo ovalado y comprimido lateralmente, aunque en su caso más cuadrangular. 
El color de la cabeza y el cuerpo es blanco, con una banda vertical amarilla que le atraviesa el ojo, y otra, también amarilla, que le corona la cabeza. El cuerpo tiene un patrón de puntos oscuros, dispuestos en líneas paralelas, de tal modo que recuerdan una red. Este patrón, se interrumpe en una diagonal que va desde la segunda espina dorsal, hasta el extremo inferior trasero del cuerpo, y la parte superior del extremo de la aleta anal. Dividiendo contrastadamente la coloración del cuerpo, con la parte posterior en negro. Las aletas dorsal y caudal, así como la parte superior del extremo de la aleta anal, son de un amarillo intenso. Las aletas pectorales y las pélvicas son blancas. 
Tiene 13 espinas dorsales, 20 radios blandos dorsales, 3 espinas anales, y 16 radios blandos anales.
Alcanza hasta 12 cm de longitud.

## Hábitat y distribución
Habita en arrecifes coralinos y rocosos, en caídas escarpadas y muros verticales, donde hay fuertes corrientes, con rico crecimiento de gorgonias y coral negro.  Se les ve solitarios, o en parejas.
Su rango de profundidad está entre 36 y 78 metros.
Distribuido tan sólo en las islas Marianas del Norte y Guam. Posiblemente también en las islas Gilbert, Kiribati, aunque pendiente de confirmación.

## Reproducción
Son dioicos, o de sexos separados, ovíparos, y de fertilización externa. El desove sucede antes del anochecer. Forman parejas durante el ciclo reproductivo, pero no protegen sus huevos y crías después del desove.